# Ivo Benkovič (právník)
Ivo Benkovič (24. června 1875 Kamnik – 23. září 1943) byl rakouský politik slovinské národnosti, na počátku 20. století poslanec Říšské rady.

## Biografie
Chodil na gymnázium v Lublani, kde maturoval roku 1894. Absolvoval pak práva na Vídeňské univerzitě, kde promoval roku 1902. Pracoval od roku 1905 jako advokát v Brežicích, od roku 1910 v Celji a od roku 1918 bydlel v Lublani, kde byl předsedou představenstva Trbovoveljské uhelné společnosti. Publikoval články a literární díla a angažoval se v politickém hnutí Slovinců ve Štýrsku. Byl členem Slovinské lidové strany, za kterou byl v letech 1911–1918 poslancem Štýrského zemského sněmu.
Na počátku 20. století se zapojil i do celostátní politiky. Ve volbách do Říšské rady roku 1907, konaných poprvé podle všeobecného a rovného volebního práva, získal mandát v Říšské radě (celostátní zákonodárný sbor) za obvod Štýrsko 29. K roku 1907 se profesně uvádí jako advokát. Byl členem poslanecké frakce Slovinský klub. Mandát obhájil za týž obvod i ve volbách do Říšské rady roku 1911. Usedl do klubu Chorvatsko-slovinská jednota. V parlamentu setrval do zániku monarchie.